# NGC 6291
NGC 6291 је спирална галаксија у сазвежђу Змај која се налази на NGC листи објеката дубоког неба.
Деклинација објекта је + 58° 56' 16" а ректасцензија 17h 0m 56,0s. Привидна величина (магнитуда) објекта NGC 6291 износи 14,1 а фотографска магнитуда 14,9. NGC 6291 је још познат и под ознакама MCG 10-24-86, CGCG 299-42, PGC 59435.